# THS Klika
THS Klika – polska grupa muzyczna wykonująca hip-hop. Zespół powstał w 1999 roku na warszawskim osiedlu Gocław. W skład zespołu wchodzą Romeo i Suja wspomagani na adapterach przez DJ-a Defa.
Z zespołem związana była wytwórnia muzyczna Slang Records, którą prowadzi krewna Suji - Czesława Sujewicz. 

## Dyskografia
Albumy
| Liryka chodnika             | - Data: 13 listopada 2006 - Wydawca: Prosto/Fonografika        | 43 |
| Długopis, kartka            | - Data: 21 listopada 2009 - Wydawca: Slang Records/Fonografika | —  |
| Dla dzielnic muzyka         | - Data: 17 maja 2014 - Wydawca: Slang Records/Fonografika      | —  |
| "—" album nie był notowany. |                                                                |    |

Single
| Tytuł             | Rok  | Album           |
| ----------------- | ---- | --------------- |
| "Liryka chodnika" | 2006 | Liryka chodnika |

Inne
| Album                                                        | Rok  | Utwór | Źródło |
| ------------------------------------------------------------ | ---- | --- | ------ |
| Projekt postawa - co od dzisiaj jest istotne... (kompilacja) | 2001 | THS Klika - "Głodna Somalia"                                                                                                | [ 9 ]  |
| Gocław i Grochów (kompilacja)                                | 2002 | THS Klika, Ławek - "Szpicle & sprzedawczyki" THS Klika - "Pieniądza smak" THS Klika - "Małolat"                             | [ 10 ] |
| Prosto Mixtape Deszczu Strugi (kompilacja)                   | 2006 | THS Klika - "Prawdziwa gadka"                                                                                               | [ 11 ] |
| Bez Cenzury - Klasyk                                         | 2006 | "Reprezentuję siebie" (gościnnie: JWP Maffia, THS Klika, Juras, Wigor, Sokół, Jacenty, Lui, Hemp Gru, Ko1Fu, Pyskaty, Yogi) | [ 12 ] |
| DJ. B - Mixtape 2008                                         | 2008 | "Cięte słowa" (gościnnie: THS Klika)                                                                                        | [ 13 ] |
| Razem Ponad Kilo - Samo życie                                | 2008 | "Stestuj to" (gościnnie: SSDI, THS Klika, DJ Steez)                                                                         | [ 14 ] |
| DJ 600V - Klasyk Mixtape: Prolog                             | 2011 | "Z prochu powstałeś" (gościnnie: THS Klika)                                                                                 | [ 15 ] |

## Teledyski
| Tytuł                   | Rok  | Reżyseria/Realizacja                                    | Album               | Źródło |
| ----------------------- | ---- | ------------------------------------------------------- | ------------------- | ------ |
| "Południowa Praga"      | 2004 | Darek Juraś                                             | Liryka chodnika     | [ 16 ] |
| "Liryka chodnika"       | 2006 | Paweł Tarasiewicz, Jan Paweł Trzaska, Kasia Balcerowska | Liryka chodnika     | [ 17 ] |
| "Długopis kartka"       | 2009 | Technik Flowmotion                                      | Długopis, kartka    | [ 18 ] |
| "Studio tatuażu"        | 2009 | Darek Juraś                                             | Długopis, kartka    | [ 19 ] |
| "Osiedle nocą"          | 2010 | LetMeKnow                                               | Długopis, kartka    | [ 20 ] |
| "Patologia nie wybiera" | 2012 | Slangvideo                                              | Dla dzielnic muzyka | [ 21 ] |